# كيت والش (موسيقية)
كيت والش (بالإنجليزية: Kate Walsh)‏ هي موسيقية ومغنية وعازفة قيثارة بريطانية، ولدت في 20 فبراير 1983 في Burnham-on-Crouch ‏ في المملكة المتحدة.

## وصلات خارجية
- الموقع الرسمي
- كيت والش على موقع IMDb (الإنجليزية)
- كيت والش على موقع ميوزك برينز (الإنجليزية)
- كيت والش على موقع أول ميوزيك (الإنجليزية)
- كيت والش على موقع ديسكوغز (الإنجليزية)